# Wahlkreis Novara (Senato della Repubblica)
Der Wahlkreis Novara war von 1948 bis 2005 und ist seit 2017 wieder ein Wahlkreis (italienisch collegio elettorale) für die Wahl des Senats.

## Von 1948 bis 1993

### Wahlkreisgebiet
Der Wahlkreis umfasste 60 Gemeinden: Agrate Conturbia, Barengo, Bellinzago Novarese, Biandrate, Boca, Bogogno, Borgo Ticino, Borgolavezzaro, Borgomanero, Briona, Caltignaga, Cameri, Carpignano Sesia, Casalbeltrame, Casaleggio Novara, Casalino, Casalvolone, Castellazzo Novarese, Cavaglietto, Cavaglio d’Agogna, Cavallirio, Cerano, Cressa, Cureggio, Divignano, Fara Novarese, Fontaneto d’Agogna, Galliate, Garbagna Novarese, Ghemme, Granozzo con Monticello, Grignasco, Landiona, Maggiora, Marano Ticino, Mezzomerico, Momo, Nibbiola, Novara, Oleggio, Pombia, Prato Sesia, Recetto, Romagnano Sesia, Romentino, San Nazzaro Sesia, San Pietro Mosezzo, Sillavengo, Sizzano, Sozzago, Suno, Terdobbiate, Tornaco, Trecate, Vaprio d’Agogna, Varallo Pombia, Veruno, Vespolate, Vicolungo und Vinzaglio.

### Wahlergebnisse

#### Parlamentswahl 1948
| Kandidaten               | Kandidaten               | Parteien                       | Stimmen | %    |
| ------------------------ | ------------------------ | ------------------------------ | ------- | ---- |
|                          | Giuseppe Allegra         | Democrazia Cristiana           | 60.896  | 44,2 |
|                          | Ermanno Lazzarinogewählt | Fronte Democratico Popolare    | 59.821  | 43,4 |
|                          | Giuseppe Bonfantini      | Unità Socialista               | 12.245  | 8,9  |
|                          | Mario Allara             | Blocco Nazionale               | 3.253   | 2,4  |
|                          | Angelo Parona            | Partito dei Contadini d’Italia | 1.553   | 1,1  |
| Gesamt                   | Gesamt                   | Gesamt                         | 137.768 | 100  |
|                          |                          |                                |         |      |
| Ungültige Stimmen        | Ungültige Stimmen        | Ungültige Stimmen              | 6.544   | 4,5  |
| Wähler                   | Wähler                   | Wähler                         | 144.312 | 96,0 |
| Wahlberechtigte          | Wahlberechtigte          | Wahlberechtigte                | 150.335 |      |
|                          |                          |                                |         |      |
| Quelle: Innenministerium |                          |                                |         |      |

#### Parlamentswahl 1953
| Kandidaten               | Kandidaten              | Parteien                                | Stimmen | %    |
| ------------------------ | ----------------------- | --------------------------------------- | ------- | ---- |
|                          | Antonio Bussigewählt    | Democrazia Cristiana                    | 55.757  | 39,1 |
|                          | Vincenzo Moscatelli     | Partito Comunista Italiano              | 31.819  | 22,3 |
|                          | Camillo Pasqualigewählt | Partito Socialista Italiano             | 31.640  | 22,2 |
|                          | Eugenio Mattioli        | Partito Socialista Democratico Italiano | 5.961   | 4,2  |
|                          | Celeste Sartorio        | Partito Liberale Italiano               | 5.607   | 3,9  |
|                          | Annibale Bergonzoli     | Movimento Sociale Italiano              | 5.551   | 3,9  |
|                          | Luigi Ollivero          | Partito Nazionale Monarchico            | 4.544   | 3,2  |
|                          | Giuseppe Bonfantini     | Unità Popolare                          | 1.603   | 1,1  |
| Gesamt                   | Gesamt                  | Gesamt                                  | 142.482 | 100  |
|                          |                         |                                         |         |      |
| Ungültige Stimmen        | Ungültige Stimmen       | Ungültige Stimmen                       | 7.702   | 5,1  |
| Wähler                   | Wähler                  | Wähler                                  | 150.184 | 95,8 |
| Wahlberechtigte          | Wahlberechtigte         | Wahlberechtigte                         | 156.690 |      |
|                          |                         |                                         |         |      |
| Quelle: Innenministerium |                         |                                         |         |      |

#### Parlamentswahl 1958
| Kandidaten               | Kandidaten             | Parteien                                   | Stimmen | %    |
| ------------------------ | ---------------------- | ------------------------------------------ | ------- | ---- |
|                          | Antonio Bussigewählt   | Democrazia Cristiana                       | 60.760  | 40,0 |
|                          | Ferruccio Parrigewählt | Partito Socialista Italiano                | 33.997  | 22,4 |
|                          | Eraldo Gastone         | Partito Comunista Italiano                 | 31.163  | 20,5 |
|                          | Giovanni Calderini     | Partito Socialista Democratico Italiano    | 7.195   | 4,7  |
|                          | Carlo Santagostino     | Partito Liberale Italiano                  | 5.706   | 3,8  |
|                          | Luigi Cabitto          | Movimento Sociale Italiano                 | 5.402   | 3,6  |
|                          | Pierino Ferrari        | Partito Nazionale Monarchico               | 2.682   | 1,8  |
|                          | Vincenzo Fedeli        | Partito Monarchico Popolare                | 1.785   | 1,2  |
|                          | Ortenzio Gatti         | Movimento Autonomista Regionale Piemontese | 1.521   | 1,0  |
|                          | Pasquale Rigazio       | Movimento Comunità                         | 912     | 0,6  |
|                          | Agostino Repetto       | PRI – PR                                   | 749     | 0,5  |
| Gesamt                   | Gesamt                 | Gesamt                                     | 151.872 | 100  |
|                          |                        |                                            |         |      |
| Ungültige Stimmen        | Ungültige Stimmen      | Ungültige Stimmen                          | 8.146   | 5,1  |
| Wähler                   | Wähler                 | Wähler                                     | 160.018 | 96,7 |
| Wahlberechtigte          | Wahlberechtigte        | Wahlberechtigte                            | 165.432 |      |
|                          |                        |                                            |         |      |
| Quelle: Innenministerium |                        |                                            |         |      |

#### Parlamentswahl 1963
| Kandidaten               | Kandidaten                | Parteien                                | Stimmen | %    |
| ------------------------ | ------------------------- | --------------------------------------- | ------- | ---- |
|                          | Antonio Bussigewählt      | Democrazia Cristiana                    | 57.204  | 36,6 |
|                          | E. Sacchi                 | Partito Comunista Italiano              | 37.888  | 24,3 |
|                          | Alessandro Bermanigewählt | Partito Socialista Italiano             | 33.054  | 21,2 |
|                          | A. Rosati                 | Partito Liberale Italiano               | 13.211  | 8,5  |
|                          | G. Calderini              | Partito Socialista Democratico Italiano | 9.245   | 5,9  |
|                          | L. Cabitto                | Movimento Sociale Italiano              | 5.625   | 3,6  |
| Gesamt                   | Gesamt                    | Gesamt                                  | 156.227 | 100  |
|                          |                           |                                         |         |      |
| Ungültige Stimmen        | Ungültige Stimmen         | Ungültige Stimmen                       | 10.505  | 6,3  |
| Wähler                   | Wähler                    | Wähler                                  | 166.732 | 96,4 |
| Wahlberechtigte          | Wahlberechtigte           | Wahlberechtigte                         | 172.952 |      |
|                          |                           |                                         |         |      |
| Quelle: Innenministerium |                           |                                         |         |      |

#### Parlamentswahl 1968
| Kandidaten               | Kandidaten                | Parteien                                  | Stimmen | %    |
| ------------------------ | ------------------------- | ----------------------------------------- | ------- | ---- |
|                          | Lucio Benagliagewählt     | Democrazia Cristiana                      | 60.762  | 38,4 |
|                          | S. Scarpa                 | PCI–PSIUP                                 | 47.767  | 30,2 |
|                          | Alessandro Bermanigewählt | Partito Socialista Unificato (PSI – PSDI) | 31.526  | 19,9 |
|                          | C. Santagostino           | Partito Liberale Italiano                 | 11.644  | 7,4  |
|                          | T. Abelli                 | Movimento Sociale Italiano                | 4.761   | 3,0  |
|                          | T. Federighi              | Partito Repubblicano Italiano             | 1.633   | 1,0  |
| Gesamt                   | Gesamt                    | Gesamt                                    | 158.093 | 100  |
|                          |                           |                                           |         |      |
| Ungültige Stimmen        | Ungültige Stimmen         | Ungültige Stimmen                         | 12.749  | 7,5  |
| Wähler                   | Wähler                    | Wähler                                    | 170.842 | 96,4 |
| Wahlberechtigte          | Wahlberechtigte           | Wahlberechtigte                           | 177.181 |      |
|                          |                           |                                           |         |      |
| Quelle: Innenministerium |                           |                                           |         |      |

#### Parlamentswahl 1972
| Kandidaten               | Kandidaten                | Parteien                                      | Stimmen | %    |
| ------------------------ | ------------------------- | --------------------------------------------- | ------- | ---- |
|                          | Lucio Benagliagewählt     | Democrazia Cristiana                          | 60.646  | 37,5 |
|                          | T. Benedetti              | PCI – PSIUP                                   | 43.520  | 26,9 |
|                          | Alessandro Bermanigewählt | Partito Socialista Italiano                   | 23.641  | 14,6 |
|                          | A. Milanesi               | Partito Socialista Democratico Italiano       | 11.705  | 7,2  |
|                          | A. Gambigliani            | Partito Liberale Italiano                     | 9.447   | 5,8  |
|                          | A. Ferraro                | Movimento Sociale Italiano – Destra Nazionale | 9.320   | 5,8  |
|                          | F. Lo Vecchio             | Partito Repubblicano Italiano                 | 3.618   | 2,2  |
| Gesamt                   | Gesamt                    | Gesamt                                        | 161.897 | 100  |
|                          |                           |                                               |         |      |
| Ungültige Stimmen        | Ungültige Stimmen         | Ungültige Stimmen                             | 10.807  | 6,3  |
| Wähler                   | Wähler                    | Wähler                                        | 172.704 | 96,6 |
| Wahlberechtigte          | Wahlberechtigte           | Wahlberechtigte                               | 178.705 |      |
|                          |                           |                                               |         |      |
| Quelle: Innenministerium |                           |                                               |         |      |

#### Parlamentswahl 1976
| Kandidaten               | Kandidaten            | Parteien                                      | Stimmen | %    |
| ------------------------ | --------------------- | --------------------------------------------- | ------- | ---- |
|                          | Lucio Benagliagewählt | Democrazia Cristiana                          | 60.875  | 36,6 |
|                          | Napoleone Colajanni   | Partito Comunista Italiano                    | 57.616  | 34,7 |
|                          | Rinaldo Canna         | Partito Socialista Italiano                   | 20.479  | 12,3 |
|                          | Maurizio Pagani       | Partito Socialista Democratico Italiano       | 9.692   | 5,8  |
|                          | Antonino Masaracchio  | Movimento Sociale Italiano – Destra Nazionale | 7.200   | 4,3  |
|                          | Lidia Ferrari         | Partito Repubblicano Italiano                 | 5.149   | 3,1  |
|                          | Massimo Pietri        | Partito Liberale Italiano                     | 3.726   | 2,2  |
|                          | Giuseppino Pernice    | Partito Radicale                              | 1.454   | 0,9  |
| Gesamt                   | Gesamt                | Gesamt                                        | 166.191 | 100  |
|                          |                       |                                               |         |      |
| Ungültige Stimmen        | Ungültige Stimmen     | Ungültige Stimmen                             | 7.565   | 4,4  |
| Wähler                   | Wähler                | Wähler                                        | 173.756 | 95,9 |
| Wahlberechtigte          | Wahlberechtigte       | Wahlberechtigte                               | 181.277 |      |
|                          |                       |                                               |         |      |
| Quelle: Innenministerium |                       |                                               |         |      |

#### Parlamentswahl 1979
| Kandidaten               | Kandidaten                  | Parteien                                      | Stimmen | %    |
| ------------------------ | --------------------------- | --------------------------------------------- | ------- | ---- |
|                          | Oscar Luigi Scalfarogewählt | Democrazia Cristiana                          | 59.126  | 36,2 |
|                          | Tullio Vinaygewählt         | Partito Comunista Italiano                    | 53.718  | 32,9 |
|                          | A. Rasse                    | Partito Socialista Italiano                   | 18.643  | 11,4 |
|                          | G. Cerutti                  | Partito Socialista Democratico Italiano       | 12.177  | 7,4  |
|                          | A. Masaracchio              | Movimento Sociale Italiano – Destra Nazionale | 6.111   | 3,7  |
|                          | M. Pietri                   | Partito Liberale Italiano                     | 5.503   | 3,4  |
|                          | F. Chiarino                 | Partito Repubblicano Italiano                 | 4.511   | 2,8  |
|                          | L. Matteoli                 | Partito Radicale                              | 3.045   | 1,9  |
|                          | G. Scolaro                  | Costituente di Destra – Democrazia Nazionale  | 680     | 0,4  |
| Gesamt                   | Gesamt                      | Gesamt                                        | 163.514 | 100  |
|                          |                             |                                               |         |      |
| Ungültige Stimmen        | Ungültige Stimmen           | Ungültige Stimmen                             | 10.887  | 6,2  |
| Wähler                   | Wähler                      | Wähler                                        | 174.401 | 94,8 |
| Wahlberechtigte          | Wahlberechtigte             | Wahlberechtigte                               | 183.931 |      |
|                          |                             |                                               |         |      |
| Quelle: Innenministerium |                             |                                               |         |      |

#### Parlamentswahl 1983
| Kandidaten               | Kandidaten           | Parteien                                      | Stimmen | %    |
| ------------------------ | -------------------- | --------------------------------------------- | ------- | ---- |
|                          | Napoleone Colajanni  | Partito Comunista Italiano                    | 48.517  | 31,2 |
|                          | Anna Ceccatelli      | Democrazia Cristiana                          | 44.961  | 28,9 |
|                          | Franco Locatelli     | Partito Socialista Italiano                   | 17.831  | 11,5 |
|                          | Maurizio Pagani      | Partito Socialista Democratico Italiano       | 14.304  | 9,2  |
|                          | Pietro Rizzotti      | Movimento Sociale Italiano – Destra Nazionale | 8.513   | 5,5  |
|                          | Romolo Barisonzo     | Partito Repubblicano Italiano                 | 8.418   | 5,4  |
|                          | Giacomo Invernizzi   | Partito Liberale Italiano                     | 7.269   | 4,7  |
|                          | Consuelo Stacchiotti | Partito Radicale                              | 2.981   | 1,9  |
|                          | Cesare Bermani       | Democrazia Proletaria                         | 2.020   | 1,3  |
|                          | Aurelio Poletti      | Lista per Trieste                             | 606     | 0,4  |
| Gesamt                   | Gesamt               | Gesamt                                        | 155.420 | 100  |
|                          |                      |                                               |         |      |
| Ungültige Stimmen        | Ungültige Stimmen    | Ungültige Stimmen                             | 16.197  | 9,4  |
| Wähler                   | Wähler               | Wähler                                        | 171.617 | 92,1 |
| Wahlberechtigte          | Wahlberechtigte      | Wahlberechtigte                               | 186.411 |      |
|                          |                      |                                               |         |      |
| Quelle: Innenministerium |                      |                                               |         |      |

#### Parlamentswahl 1987
| Kandidaten               | Kandidaten           | Parteien                                      | Stimmen | %    |
| ------------------------ | -------------------- | --------------------------------------------- | ------- | ---- |
|                          | Ezio Leonardigewählt | Democrazia Cristiana                          | 48.254  | 29,5 |
|                          | G. Corenti           | Partito Comunista Italiano                    | 44.240  | 27,0 |
|                          | Giuliano Amato       | Partito Socialista Italiano                   | 23.108  | 14,1 |
|                          | Maurizio Pagani      | Partito Socialista Democratico Italiano       | 14.963  | 9,1  |
|                          | A. Masaracchio       | Movimento Sociale Italiano – Destra Nazionale | 7.895   | 4,8  |
|                          | Susanna Agnelli      | Partito Repubblicano Italiano                 | 6.623   | 4,0  |
|                          | A. Viviani           | Partito Radicale                              | 4.540   | 2,8  |
|                          | P. Degli Espinosa    | Lista Verde                                   | 3.876   | 2,4  |
|                          | A. Stevens           | Partito Liberale Italiano                     | 3.452   | 2,1  |
|                          | C. Bermani           | Democrazia Proletaria                         | 2.090   | 1,3  |
|                          | A. G. Ricco          | Piemont Autonomia Regionale                   | 1.418   | 0,9  |
|                          | D. De Ponte          | Liga Veneta – Pensionati Uniti                | 1.235   | 0,8  |
|                          | A. Poletti           | Piemont                                       | 1.215   | 0,7  |
|                          | E. Campi             | Movimento di Liberazione Fiscale              | 541     | 0,3  |
|                          | A. Storno            | Alleanza Popolare Pensionati                  | 167     | 0,1  |
| Gesamt                   | Gesamt               | Gesamt                                        | 163.617 | 100  |
|                          |                      |                                               |         |      |
| Ungültige Stimmen        | Ungültige Stimmen    | Ungültige Stimmen                             | 11.656  | 6,7  |
| Wähler                   | Wähler               | Wähler                                        | 175.273 | 92,2 |
| Wahlberechtigte          | Wahlberechtigte      | Wahlberechtigte                               | 190.020 |      |
|                          |                      |                                               |         |      |
| Quelle: Innenministerium |                      |                                               |         |      |

#### Parlamentswahl 1992
| Kandidaten               | Kandidaten                 | Parteien                                      | Stimmen | %    |
| ------------------------ | -------------------------- | --------------------------------------------- | ------- | ---- |
|                          | Ezio Leonardigewählt       | Democrazia Cristiana                          | 39.399  | 23,5 |
|                          | Armando Rivieragewählt     | Partito Socialista Italiano                   | 25.535  | 15,2 |
|                          | Luigi Ferrario             | Lega Nord                                     | 25.256  | 15,1 |
|                          | Rinaldo Canna              | Partito Democratico della Sinistra            | 21.548  | 12,9 |
|                          | Bruno Pozzato              | Partito della Rifondazione Comunista          | 12.299  | 7,3  |
|                          | Ambrogio Viviani           | Movimento Sociale Italiano – Destra Nazionale | 7.484   | 4,5  |
|                          | Maurizio Pagani            | Partito Socialista Democratico Italiano       | 6.887   | 4,1  |
|                          | Silvano Boroli             | Partito Liberale Italiano                     | 6.287   | 3,8  |
|                          | Pietro Castioni            | Partito Repubblicano Italiano                 | 5.670   | 3,4  |
|                          | Luciano De Silvestri       | Federazione dei Verdi                         | 5.099   | 3,0  |
|                          | Luigi Nava                 | Lega Alpina Piemont                           | 3.403   | 2,0  |
|                          | Vincenzo Pietrovichillo    | Partito Pensionati                            | 2.250   | 1,3  |
|                          | Filippo De Jorio           | La Lega Casalinghe–Pensionati                 | 2.234   | 1,3  |
|                          | Ernesto Galli della Loggia | Sì Referendum                                 | 2.219   | 1,3  |
|                          | Anacleta Salvetti          | Verdi Verdi                                   | 1.546   | 0,9  |
|                          | Giovanni Porta             | Federalismo – Pensionati Uomini Vivi          | 336     | 0,2  |
| Gesamt                   | Gesamt                     | Gesamt                                        | 167.452 | 100  |
|                          |                            |                                               |         |      |
| Ungültige Stimmen        | Ungültige Stimmen          | Ungültige Stimmen                             | 11.492  | 6,4  |
| Wähler                   | Wähler                     | Wähler                                        | 178.944 | 90,4 |
| Wahlberechtigte          | Wahlberechtigte            | Wahlberechtigte                               | 197.945 |      |
|                          |                            |                                               |         |      |
| Quelle: Innenministerium |                            |                                               |         |      |

## Von 1993 bis 2005

### Wahlkreisgebiet
Der Wahlkreis umfasste 58 Gemeinden: Agrate Conturbia, Barengo, Bellinzago Novarese, Biandrate, Bogogno, Borgo Ticino, Borgolavezzaro, Briona, Caltignaga, Cameri, Carpignano Sesia, Casalbeltrame, Casaleggio Novara, Casalino, Casalvolone, Castellazzo Novarese, Castelletto sopra Ticino, Cavaglietto, Cavaglio d’Agogna, Cavallirio, Cerano, Comignago, Cressa, Divignano, Fara Novarese, Fontaneto d’Agogna, Galliate, Garbagna Novarese, Gattico, Ghemme, Granozzo con Monticello, Grignasco, Landiona, Mandello Vitta, Marano Ticino, Mezzomerico, Momo, Nibbiola, Novara, Oleggio, Pombia, Recetto, Romentino, San Nazzaro Sesia, San Pietro Mosezzo, Sillavengo, Sizzano, Sozzago, Suno, Terdobbiate, Tornaco, Trecate, Vaprio d’Agogna, Varallo Pombia, Veruno, Vespolate, Vicolungo und Vinzaglio.

### Wahlergebnisse

#### Parlamentswahl 1994
| Kandidaten               | Kandidaten            | Parteien             | Stimmen | %    |
| ------------------------ | --------------------- | -------------------- | ------- | ---- |
|                          | Silvano Boroligewählt | Polo delle Libertà   | 67.290  | 43,2 |
|                          | Ezio Gallina          | Progressisti         | 37.892  | 24,3 |
|                          | Paolo Braggioli       | Patto per l’Italia   | 22.000  | 14,1 |
|                          | Gabriello Gilardoni   | Alleanza Nazionale   | 12.020  | 7,7  |
|                          | Maurizio Gulino       | Lista Pannella       | 6.349   | 4,1  |
|                          | Immacolata Zaffino    | Verdi Verdi          | 3.901   | 2,5  |
|                          | Ugo Valgiusti         | Partito Pensionati   | 3.686   | 2,4  |
|                          | Giuseppino Meloni     | Lega per il Piemonte | 2.377   | 1,5  |
|                          | Gaetana Timeo         | Rinnovamento         | 284     | 0,2  |
| Gesamt                   | Gesamt                | Gesamt               | 155.799 | 100  |
|                          |                       |                      |         |      |
| Ungültige Stimmen        | Ungültige Stimmen     | Ungültige Stimmen    | 12.049  | 7,2  |
| Wähler                   | Wähler                | Wähler               | 167.848 | 91,6 |
| Wahlberechtigte          | Wahlberechtigte       | Wahlberechtigte      | 183.288 |      |
|                          |                       |                      |         |      |
| Quelle: Innenministerium |                       |                      |         |      |

#### Parlamentswahl 1996
| Kandidaten               | Kandidaten             | Parteien                | Stimmen | %    |
| ------------------------ | ---------------------- | ----------------------- | ------- | ---- |
|                          | Giuseppe Vegasgewählt  | Polo per le Libertà     | 58.945  | 38,2 |
|                          | Sergio Vedovatogewählt | L’Ulivo                 | 57.498  | 37,2 |
|                          | Luciano Bistaffa       | Lega Nord               | 26.340  | 17,1 |
|                          | Ornella Ferrero        | Partito Pensionati      | 3.434   | 2,2  |
|                          | Isidoro Zaffino        | Verdi Verdi             | 3.310   | 2,1  |
|                          | Renato Marangon        | Mani Pulite             | 2.586   | 1,7  |
|                          | Gian Marco Rossi       | Partito Socialista      | 1.426   | 0,9  |
|                          | Alfiero Tonetti        | Piemonte Nazione Europa | 830     | 0,5  |
| Gesamt                   | Gesamt                 | Gesamt                  | 154.369 | 100  |
|                          |                        |                         |         |      |
| Ungültige Stimmen        | Ungültige Stimmen      | Ungültige Stimmen       | 11.394  | 6,9  |
| Wähler                   | Wähler                 | Wähler                  | 165.763 | 89,0 |
| Wahlberechtigte          | Wahlberechtigte        | Wahlberechtigte         | 186.233 |      |
|                          |                        |                         |         |      |
| Quelle: Innenministerium |                        |                         |         |      |

#### Parlamentswahl 2001
| Kandidaten               | Kandidaten            | Parteien                             | Stimmen | %    |
| ------------------------ | --------------------- | ------------------------------------ | ------- | ---- |
|                          | Giuseppe Vegasgewählt | Casa delle Libertà                   | 75.574  | 49,0 |
|                          | Sergio Vedovato       | L’Ulivo                              | 53.790  | 34,8 |
|                          | Raffaele D’Acunto     | Partito della Rifondazione Comunista | 8.726   | 5,7  |
|                          | Franco Ruggiu         | Lista Di Pietro                      | 4.913   | 3,2  |
|                          | Domenica Lapis        | Lista Emma Bonino                    | 4.236   | 2,7  |
|                          | Angela Putignani      | Verdi Verdi                          | 2.696   | 1,7  |
|                          | Giacomo Fadda         | Democrazia Europea                   | 2.234   | 1,4  |
|                          | Ciro Gemellaro        | Fiamma Tricolore                     | 2.205   | 1,4  |
| Gesamt                   | Gesamt                | Gesamt                               | 154.374 | 100  |
|                          |                       |                                      |         |      |
| Ungültige Stimmen        | Ungültige Stimmen     | Ungültige Stimmen                    | 11.223  | 6,8  |
| Wähler                   | Wähler                | Wähler                               | 165.597 | 85,7 |
| Wahlberechtigte          | Wahlberechtigte       | Wahlberechtigte                      | 193.241 |      |
|                          |                       |                                      |         |      |
| Quelle: Innenministerium |                       |                                      |         |      |

## Von 2017 bis 2020

### Wahlkreisgebiet
Der Wahlkreis umfasste 164 Gemeinden, d. h alle 88 Gemeinden der Provinz Novara und alle 76 Gemeinden der Provinz Verbano-Cusio-Ossola.

### Wahlergebnisse

#### Parlamentswahl 2018
| Kandidaten               | Kandidaten                    | Stimmen | %    | Listen                              | Stimmen | %    |
| ------------------------ | ----------------------------- | ------- | ---- | ----------------------------------- | ------- | ---- |
|                          | Gaetano Nastrigewählt         | 127.634 | 46,4 | Lega per Salvini Premier            | 71.551  | 26,0 |
| Forza Italia             | Gaetano Nastrigewählt         | 127.634 | 46,4 | 42.365                              | 15,4    |      |
| Fratelli d’Italia        | Gaetano Nastrigewählt         | 127.634 | 46,4 | 12.115                              | 4,4     |      |
| Noi con l’Italia – UDC   | Gaetano Nastrigewählt         | 127.634 | 46,4 | 1.603                               | 0,6     |      |
|                          | Fabio Barbieri                | 65.737  | 23,9 | Movimento 5 Stelle                  | 65.737  | 23,9 |
|                          | Elena Ferrara                 | 64.224  | 23,4 | Partito Democratico                 | 54.838  | 19,9 |
| +Europa                  | Elena Ferrara                 | 64.224  | 23,4 | 7.538                               | 2,7     |      |
| Italia Europa Insieme    | Elena Ferrara                 | 64.224  | 23,4 | 984                                 | 0,4     |      |
| Civica Popolare          | Elena Ferrara                 | 64.224  | 23,4 | 864                                 | 0,3     |      |
|                          | Roberto Leggero               | 7.274   | 2,6  | Liberi e Uguali                     | 7.274   | 2,6  |
|                          | Monica Tosi                   | 2.726   | 1,0  | CasaPound Italia                    | 2.726   | 1,0  |
|                          | Daniele Cherubin              | 2.003   | 0,7  | Potere al Popolo!                   | 2.003   | 0,7  |
|                          | Elena Egle Fiore Theodorowicz | 1.922   | 0,7  | Italia agli Italiani (FT – FN)      | 1.922   | 0,7  |
|                          | Giuseppe De Giovannini        | 1.862   | 0,7  | Il Popolo della Famiglia            | 1.862   | 0,7  |
|                          | Lorenzo Baudo                 | 783     | 0,3  | Partito Valore Umano                | 783     | 0,3  |
|                          | Biagio Rosso                  | 626     | 0,2  | Grande Nord                         | 626     | 0,2  |
|                          | Antonio Tedesco               | 209     | 0,1  | Partito Repubblicano Italiano – ALA | 209     | 0,1  |
| Gesamt                   | Gesamt                        | 275.000 | 100  |                                     | 275.000 | 100  |
|                          |                               |         |      |                                     |         |      |
| Ungültige Stimmen        | Ungültige Stimmen             | 10.983  | 3,8  |                                     |         |      |
| Wähler                   | Wähler                        | 285.983 | 75,0 |                                     |         |      |
| Wahlberechtigte          | Wahlberechtigte               | 381.219 |      |                                     |         |      |
|                          |                               |         |      |                                     |         |      |
| Quelle: Innenministerium |                               |         |      |                                     |         |      |

## Seit 2020
| Wahlkreise – Senato della Repubblica – Piemont | Wahlkreise – Senato della Repubblica – Piemont | Wahlkreise – Senato della Repubblica – Piemont                                                                       |
| Provinz                                        | Provinz                                        | Gemeinden nach Provinzen ⮞ Wahlkreis                                                                                 |
| ---------------------------------------------- | ---------------------------------------------- | --- |
|                                                | Metropolitanstadt Turin (312 Gemeinden)        | 1 ⮞ Wahlkreis Turin 181 ⮞ Wahlkreis Moncalieri 19 ⮞ Wahlkreis Alessandria 51 ⮞ Wahlkreis Cuneo 60 ⮞ Wahlkreis Novara |
|                                                | Provinz Alessandria (187 Gemeinden)            | alle ⮞ Wahlkreis Alessandria                                                                                         |
|                                                | Provinz Asti (118 Gemeinden)                   | alle ⮞ Wahlkreis Alessandria                                                                                         |
|                                                | Provinz Biella (74 Gemeinden)                  | alle ⮞ Wahlkreis Novara                                                                                              |
|                                                | Provinz Cuneo (247 Gemeinden)                  | alle ⮞ Wahlkreis Cuneo                                                                                               |
|                                                | Provinz Novara (87 Gemeinden)                  | alle ⮞ Wahlkreis Novara                                                                                              |
|                                                | Provinz Verbano-Cusio-Ossola (74 Gemeinden)    | alle ⮞ Wahlkreis Novara                                                                                              |
|                                                | Provinz Vercelli (82 Gemeinden)                | alle ⮞ Wahlkreis Novara                                                                                              |

### Wahlkreisgebiet
Der Wahlkreis umfasst 378 Gemeinden, d. h. alle 74 Gemeinden der Provinz Biella, alle 87 Gemeinden der Provinz Novara, alle 74 Gemeinden der Provinz Verbano-Cusio-Ossola, alle 82 Gemeinden der Provinz Vercelli und 60 von 312 Gemeinden der Metropolitanstadt Turin (Albiano d’Ivrea, Andrate, Azeglio, Banchette, Barone Canavese, Bollengo, Borgofranco d’Ivrea, Borgomasino, Brosso, Burolo, Caluso, Candia Canavese, Caravino, Carema, Cascinette d’Ivrea, Chiaverano, Colleretto Giacosa, Cossano Canavese, Fiorano Canavese, Issiglio, Ivrea, Lessolo, Loranzè, Maglione, Mazzè, Mercenasco, Montalenghe, Montalto Dora, Nomaglio, Orio Canavese, Palazzo Canavese, Parella, Pavone Canavese, Perosa Canavese, Piverone, Quagliuzzo, Quassolo, Quincinetto, Romano Canavese, Rondissone, Rueglio, Salerano Canavese, Samone, San Martino Canavese, Scarmagno, Settimo Rottaro, Settimo Vittone, Strambinello, Strambino, Tavagnasco, Torrazza Piemonte, Traversella, Val di Chy, Valchiusa, Verrua Savoia, Vestignè, Vialfrè, Villareggia, Vische und Vistrorio).

### Wahlergebnisse

#### Parlamentswahl 2022
| Kandidaten                          | Kandidaten               | Stimmen | %    | Listen                                                  | Stimmen | %    |
| ----------------------------------- | ------------------------ | ------- | ---- | ------------------------------------------------------- | ------- | ---- |
|                                     | Gaetano Nastrigewählt    | 247.754 | 52,0 | Fratelli d’Italia                                       | 144.626 | 30,4 |
| Lega per Salvini Premier            | Gaetano Nastrigewählt    | 247.754 | 52,0 | 60.381                                                  | 12,7    |      |
| Forza Italia                        | Gaetano Nastrigewählt    | 247.754 | 52,0 | 39.894                                                  | 8,4     |      |
| Noi Moderati                        | Gaetano Nastrigewählt    | 247.754 | 52,0 | 2.853                                                   | 0,6     |      |
|                                     | Rossano Pirovano         | 120.524 | 25,3 | Partito Democratico – Italia Democratica e Progressista | 86.667  | 18,2 |
| +Europa                             | Rossano Pirovano         | 120.524 | 25,3 | 16.306                                                  | 3,4     |      |
| Alleanza Verdi e Sinistra           | Rossano Pirovano         | 120.524 | 25,3 | 15.231                                                  | 3,2     |      |
| Impegno Civico – Centro Democratico | Rossano Pirovano         | 120.524 | 25,3 | 2.320                                                   | 0,5     |      |
|                                     | Roberto Cataldo Faggiano | 40.208  | 8,4  | Azione – Italia Viva                                    | 40.208  | 8,4  |
|                                     | Luca Zacchero            | 39.386  | 8,3  | Movimento 5 Stelle                                      | 39.386  | 8,3  |
|                                     | Paul Renato Rosette      | 11.401  | 2,4  | Italexit per l’Italia                                   | 11.401  | 2,4  |
|                                     | Francesca Bucino         | 6.581   | 1,4  | Italia Sovrana e Popolare                               | 6.581   | 1,4  |
|                                     | Gabriele Arati           | 5.013   | 1,1  | Unione Popolare                                         | 5.013   | 1,1  |
|                                     | Galgano Palaferri        | 3.552   | 0,7  | Vita                                                    | 3.552   | 0,7  |
|                                     | Eleonora Vetere          | 1.228   | 0,3  | Alternativa per l’Italia (PdF – Exit)                   | 1.228   | 0,3  |
|                                     | Sergio Beltrame          | 575     | 0,1  | Noi di Centro – Europeisti                              | 575     | 0,1  |
| Gesamt                              | Gesamt                   | 476.222 | 100  |                                                         | 476.222 | 100  |
|                                     |                          |         |      |                                                         |         |      |
| Ungültige Stimmen                   | Ungültige Stimmen        | 25.656  | 5,1  |                                                         |         |      |
| Wähler                              | Wähler                   | 501.878 | 65,9 |                                                         |         |      |
| Wahlberechtigte                     | Wahlberechtigte          | 762.073 |      |                                                         |         |      |
|                                     |                          |         |      |                                                         |         |      |
| Quelle: Innenministerium            |                          |         |      |                                                         |         |      |